# PZ Zweegers & Zonen

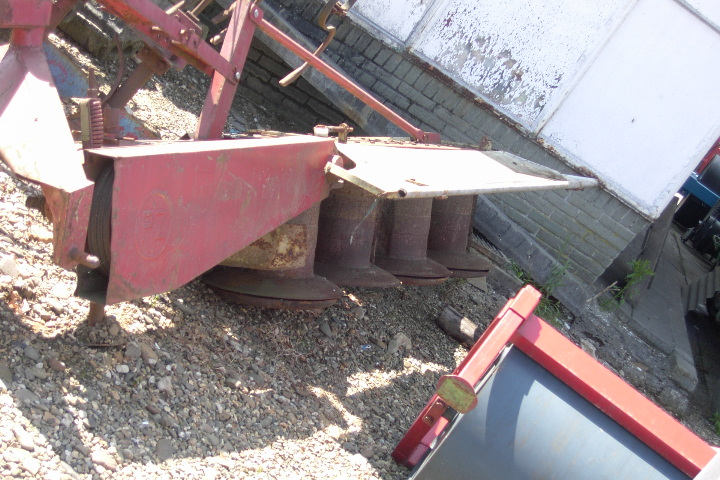
Kosiarka bębnowa PZ

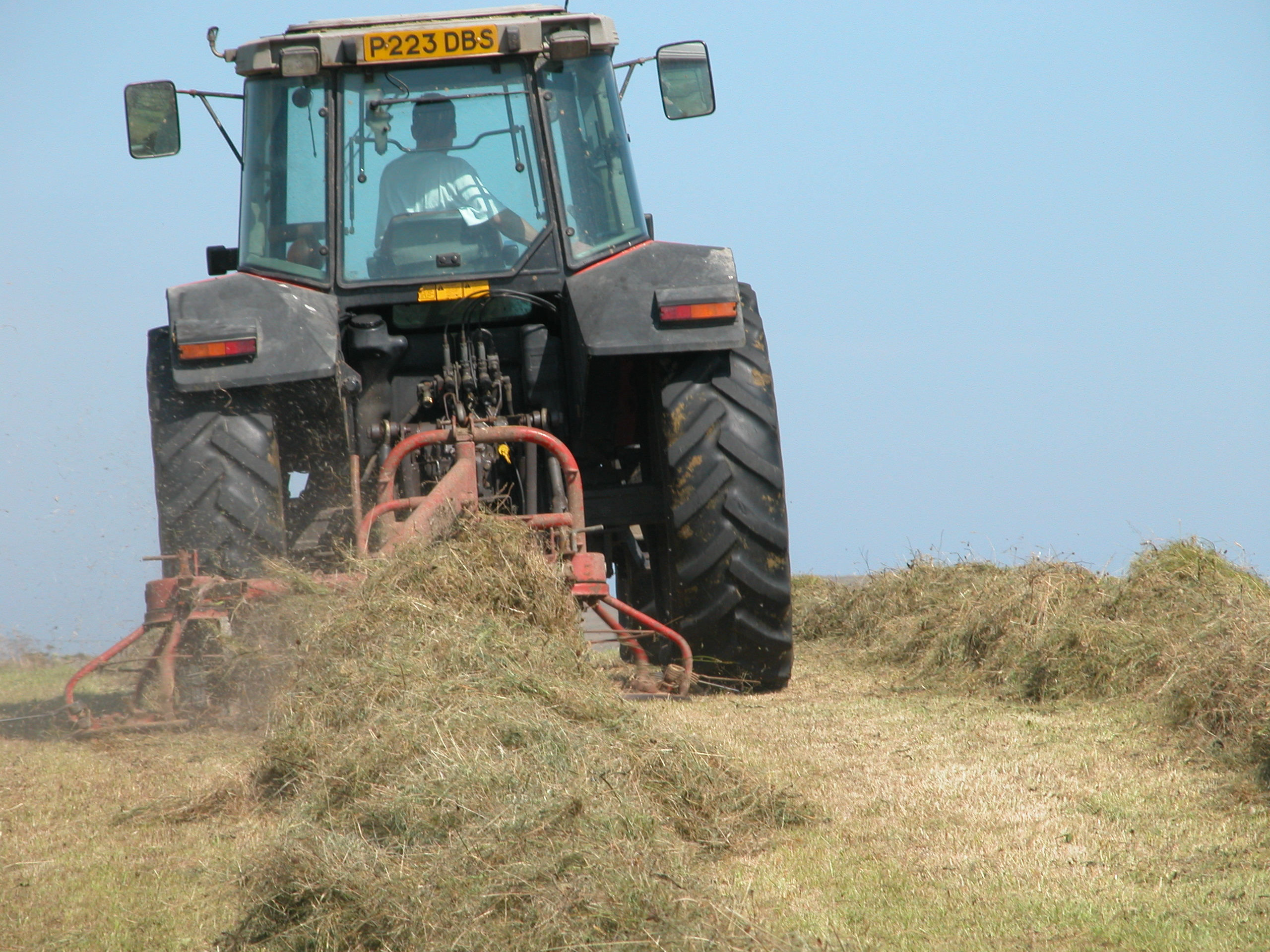
Przetrząsaczo-zgrabiarka PZ Strela

PZ Zweegers & Zonen – były holenderski producent maszyn rolniczych z Geldrop. Obecnie fabryka nosi nazwę Kuhn-Geldrop B.V. i jest częścią francuskiej Kuhn Group.

## Historia
Firma została założona jako rodzinny biznes przez Piet Zweegers w 1937 w Geldrop roku.
W 1963 Piet Zweegers eksperymentował ze zgrabiarką siana z krótkimi łańcuchami pod bębnami. Podczas testów odkrył, że maszyna kosi trawę i transportuje ją do tyłu. Zastąpił łańcuchy nożami i zwiększył prędkość pracy powodując, że trawa była koszona bez niszczenia jej tworząc doskonałe pokosy.
W 1964 swój wynalazek kosiarkę bębnową wprowadził na rynek a dzięki licznym licencjom mogła być produkowana przez takie firmy jak Fahr, Vicon, Agrostroj.
W 1967 wynalazł kosiarkę dyskową.
W 1970 została wprowadzona uniwersalna przetrząsaczo-zgrabiarka PZ Strela znana po dziś jako Haybob.
Około 1970 roku Piet Zweegers wynalazł kosiarkę czołową, którą można było zaczepić z przodu ciągnika rolniczego a napęd kosiarki był przekazywany z tyłu ciągnika.
W 1974 została wprowadzona sieczkarnia samobieżna PZ Harvall.
W 1985 wprowadzenie na rynek zmiennokomorowej prasy PZ Roball.
W 1988 PZ zostaje włączone do Greenland Group. Odtąd fabryka nosi nazwę Greenland Geldrop B.V.
W 1998 fabryka zostaje przejęta przez Kverneland Group.
W 2009 fabryka wraz ze wszystkimi patentami zostaje zakupiona przez Bucher Industries i staje się częścią Grupy Kuhn. Dla uczczenia wynalazcy, wszystkie kosiarki bębnowe Kuhn w nazwie posiadają prefix PZ.